# Hans-Dieter Bücken
Hans-Dieter Bücken (* 1. Dezember 1932; † 16. Januar 2006) war ein deutscher Wasserbauingenieur. Zwischen 1970 und 1992 amtierte er als Leiter des Wasserwirtschaftsamtes Bremen.

## Biografie

### Berufsleben
Der studierte Diplom-Ingenieur Bücken arbeitete zunächst als wissenschaftlicher Assistent an der Technischen Hochschule Hannover und war ab 1962 als technischer Angestellter beim bremischen Wasserwirtschaftsamt tätig. Dort wurde er vom Senat am 14. September 1965 zum Baurat, am 17. September 1968 zum Oberbaurat und am 15. September 1970 zum Baudirektor befördert. In diesen Jahren hatte er „maßgeblichen Anteil am Ausbau der bremischen Hochwasserschutzanlagen.“
Am 23. September 1970 wurde er als Nachfolger des aus Altersgründen ausscheidenden Günther Traeger (1905–1981) zum Leiter des Wasserwirtschaftsamtes ernannt. 1974 war das Wasserwirtschaftsamt Bremen federführend bei der Erstellung des Wärmelastplan Weser der Arbeitsgemeinschaft der Länder zur Reinhaltung der Weser. Unter seiner langjährigen Führung wurden in Bremen zahlreiche große Wasserbaumaßnahmen geplant und ausgeführt. Dazu gehörten unter anderem die umfassende Neukonzipierung des Hochwasserschutzes nach dem Weserdurchbruch 1981 sowie die 1989/1990 erfolgte Verlegung der Ochtum. Er wirkte maßgeblich bei den Planungen der drei Sperrwerke an Lesum (1971–1974), Ochtum (1971–1976) und Hunte (1976–1979), wobei letztere beide auf niedersächsischem Landesgebiet liegen, sowie in der Anfangszeit auch beim neuen Weserkraftwerk Bremen mit.
Hinsichtlich der Wasserqualität der Weser beklagte er 1976 in einem Gespräch mit dem Nachrichtenmagazin Der Spiegel die „schlichte Denkweise“ der Städte und Gemeinden, die bis in die fünfziger Jahre Abwasser ungeklärt in die Flüsse leiteten. Dies betreffe auch Industriebetriebe mit alten Wasserrechten. Nach seiner Einschätzung „haben die Kraftwerke mit ihrer Wärme dazu beigetragen. daß der schlechte Zustand der Weser eingetreten ist“. Anfang März 1981 verurteilte das Amtsgericht Bremen Bücken – damals auch Umweltschutzbeauftragter der Stadt – „wegen vorsätzlicher unbefugter Gewässerverunreinigung“ zu einer Geldstrafe in Höhe von 650 D-Mark. Als Amtsleiter wurde er dafür verantwortlich gemacht, dass beim Umweltschutz und in der Gesetzgebung eine „große Lücke zwischen Anspruch und Wirklichkeit klafft“. Ihm wurde vorgeworfen, zugelassen zu haben, dass von Oktober 1976 bis August 1977 ein sogenanntes Entölungsboot einer Privatfirma auf der Weser im Einsatz war, dessen technische Ausstattung die von Binnenschiffen übernommenen Altölmengen nur ungenügend reinigen konnte, ehe sie in den Fluss abgelassen wurden. Dadurch sah das Gericht den Straftatbestand der Gewässerverschmutzung erfüllt.
Zum 1. April 1992 wechselte Bücken als Präsident an die in Jena ansässige, neu gegründete Thüringer Landesanstalt für Umwelt (TLU). Im September 1997 verabschiedete ihn Volker Sklenar – damaliger Minister für Landwirtschaft, Naturschutz und Umwelt des Freistaats Thüringen – feierlich in den Ruhestand. Nach seiner Pensionierung bearbeitete Bücken, nachweislich im Sommer 2001, wasserrechtliche Verfahren für die bremische Immobilien-Investitionsgesellschaft Müller & Bremermann.

### Sonstiges
Zwischen dem 30. Juni 1998 und dem 15. Oktober 2002 fungierte er als Vorstandsvorsitzender der Philharmonischen Gesellschaft Jena. Darüber hinaus fuhr er leidenschaftlich Kanu. Mitte der 1980er Jahre war er im Deutschen Kanu-Verband als Referent für Wasserbau tätig und legte einen Schwerpunkt seiner Arbeit auf Wehrüberwindungsanlagen. In der Zeitschrift Kanu-Sport erschien ein Nachruf auf Bücken.